# Sončna termoelektrarna SEGS
Sončna termoelektrarna Solar Energy Generating Systems - SEGS je velika parabolična sončna elektrarna v puščavi Mojave, Kalifornija, ZDA. Kapaciteta je 354 MW (474700 KM), kar jo uvršča na drugo mesto med sončnimi termoelektrarnami, takoj za Ivanpaho-om, ki ima kapaciteto (392 MW). Kapacitivnostni faktor je 21% (75 MWe). 
Elektrarna je sestavljena iz 9 modulov, skupaj je nameščenih je 936 384 zrcal. Območje elektrarne obsega 647,5 hektarov (6,475 km2). Zrcala imajo 94% reflektivnost, navadna zrcala imajo reflektivnost okrog 70%. Na leto se zamenja okrog 3000 zrcal, predvsem zaradi poškodb zaradi vetra. 
Puščava Mojave ima največje sončno obsevanje v ZDA.